# Peeneunterlauf, Peenestrom, Achterwasser und Kleines Haff
Peeneunterlauf, Peenestrom, Achterwasser und Kleines Haff este o arie protejată (arie specială de conservare — SAC, sit de importanță comunitară — SCI) din Germania întinsă pe o suprafață de 53.197 ha, integral pe uscat.

## Localizare
Centrul sitului Peeneunterlauf, Peenestrom, Achterwasser und Kleines Haff este situat la coordonatele 53°48′18″N 14°08′05″E / 53.805°N 14.1347°E.

## Înființare
Situl Peeneunterlauf, Peenestrom, Achterwasser und Kleines Haff a fost declarat sit de importanță comunitară în decembrie 1999 pentru a proteja 1 specie de plante și 16 specii de animale. Situl a fost protejat și ca arie specială de conservare în august 2016.

## Biodiversitate
Situată în ecoregiunea continentală, aria protejată conține 17 habitate naturale: Estuare, Lagune de coastă, Vegetație anuală la limita mareei, Faleze cu vegetație de pe coastele atlantice și baltice, Pășuni atlantice udate de apa mării (Glauco-Puccinellietalia maritimae), Lacuri eutrofice naturale cu vegetație de tip Magnopotamion sau Hydrocharition, Cursuri de apă de la nivel de câmpie la nivel montan, cu vegetație Ranunculion fluitantis și Callitricho-Batrachion, Pajiști cu Molinia pe soluri calcaroase, turboase sau argilos-nămoloase (Molinion caeruleae), Liziere de ierburi înalte hidrofile de câmpie și de nivel montan până la alpin, Mlaștini oligotrofe degradate, capabile încă de regenerare naturală, Mlaștini calcaroase cu Cladium mariscus și specii de Caricion davallianae, Mlaștini alcaline, Păduri de fag Luzulo-Fagetum, Păduri de fag Asperulo-Fagetum, Păduri pe pante, grohotișuri și ravene de Tilio-Acerion, Păduri acidofile de stejar bătrân cu Quercus robur pe câmpii nisipoase, Păduri aluvionare cu Alnus glutinosa și Fraxinus excelsior (Alno-Padion, Alnion incanae, Salicion albae).
La baza desemnării sitului se află mai multe specii protejate:
- plante (1): moșișoare (Liparis loeselii)
- mamifere (2): castor (Castor fiber), vidră de râu (Lutra lutra)
- nevertebrate (5): Carabus menetriesi pacholei, fluturele purpuriu (Lycaena dispar), Osmoderma eremita, Vertigo angustior, Vertigo moulinsiana
- pești (9): Alosa fallax, avat (Aspius aspius), zvârluga (Cobitis taenia), Lampetra fluviatilis, cicar (Lampetra planeri), țipar (Misgurnus fossilis), Petromyzon marinus, boarță (Rhodeus sericeus amarus), somonul (Salmo salar)